# Grzegorz Gwiazdowski

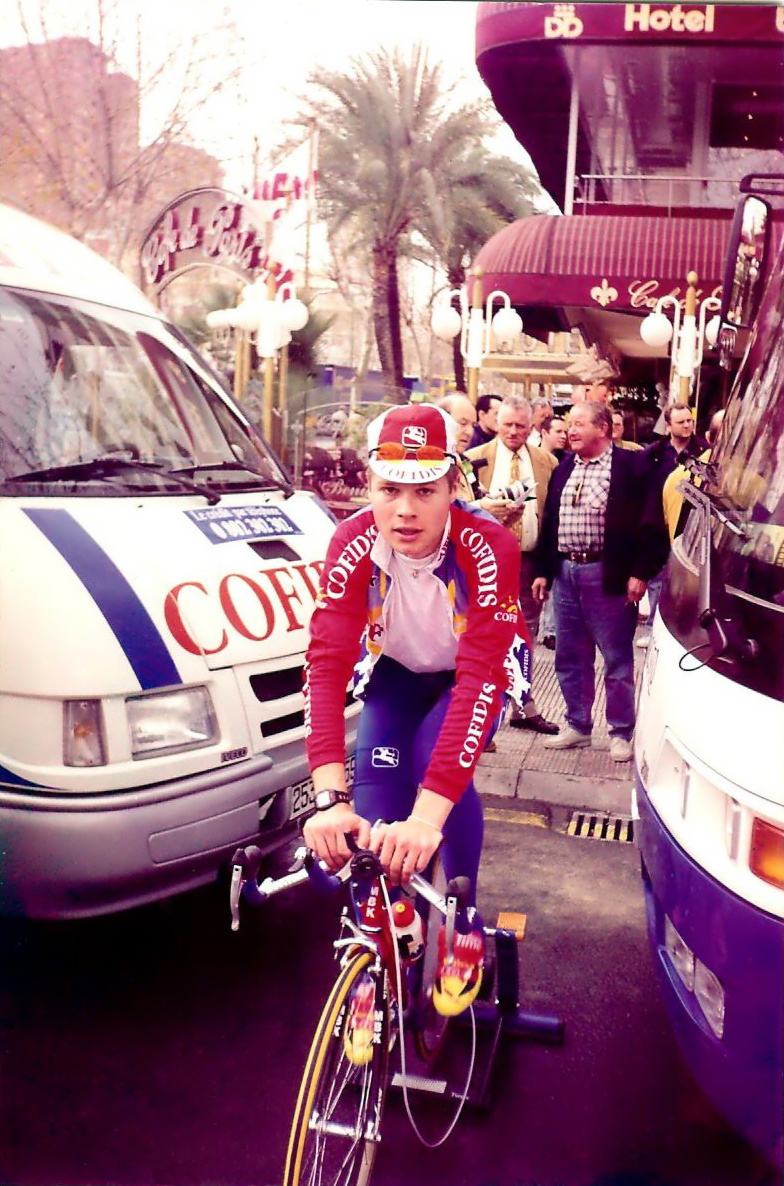

Grzegorz Gwiazdowski (Lubawa, 3 novembre 1974) è un ex ciclista su strada polacco, vincitore del Campionato di Zurigo 1999.

## Carriera
Dopo un anno da stagista nella Cofidis, anno in cui ottenne la vittoria nel Grand Prix Cristal Energie, Gwiazdowski corse da professionista per quattro anni, dal 1998 al 2001; ottenne tre successi, il più importante dei quali fu sicuramente quello nel Campionato di Zurigo del 1999, inatteso trionfo che lo consacrò come primo ciclista polacco capace di vincere una prova di Coppa del mondo.
Chiuse la carriera prematuramente, a soli ventisette anni, per motivi di salute (soffriva infatti di dolore cronico alle articolazioni)

## Palmarès
- 1998

4ª tappa Tour de l'Ain
- 1999

Campionato di Zurigo
Classifica finale Tour de l'Ain

## Piazzamenti

### Grandi giri
- Giro d'Italia

2000: 58º
- Tour de France

2000: 106º
- Vuelta a España

1998: ritirato (11ª tappa)
1999: ritirato (10ª tappa)

### Competizioni mondiali
- Campionato del mondo

Valkenburg 1998 - In linea: 31º
Verona 1999 - In linea: ritirato